# Roger Bacon

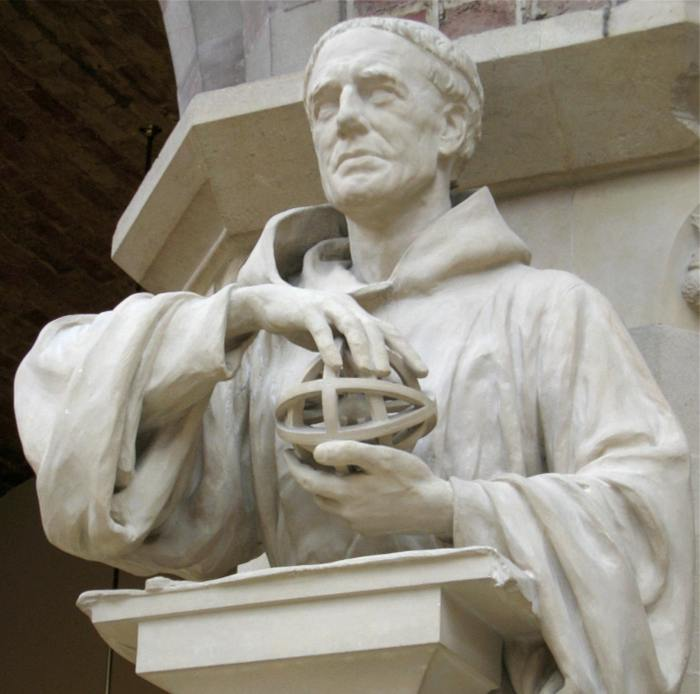
Statue Roger Bacons, University of Oxford, Museum für Naturgeschichte

Roger Bacon (* um 1220, jedoch nicht vor 1214 (traditionelle Angabe), nahe Ilchester in Somerset; † kurz nach 1292 in Oxford), genannt „Doctor mirabilis“ (lateinisch für „wunderbarer/wundersamer Lehrer“), war ein englischer Franziskaner und Philosoph, insbesondere Naturphilosoph, und gilt als einer der ersten Verfechter empirischer Methoden. Er gilt als einer der bedeutendsten Vertreter der Spätscholastik.

## Leben
Roger Bacons Familie entstammte der oberen Mittelschicht, jedoch wurde während der Herrschaft Heinrichs III. das Vermögen beschlagnahmt und zahlreiche Mitglieder der Familie wurden ins Exil vertrieben.
Roger Bacon studierte an der Universität Oxford, hielt dann Vorlesungen über Aristoteles und pseudo-aristotelische Schriften. Er wurde vermutlich 1233 Baccalaureus und ging nach Frankreich, um als Vertreter des Aristotelismus an der Universität von Paris zu arbeiten, die das damalige Zentrum des intellektuellen Lebens in Europa war. An der Fakultät der Artes hielt er zwischen 1242 und 1245 als Magister artium vielbesuchte Vorlesungen. Etwa 1246 kehrte er nach Oxford zurück. Er schloss zwischen 1247 und 1251 Freundschaft mit einflussreichen Personen wie Adam de Marisco (Adam Marsh) und Robert Grosseteste, dem Bischof von Lincoln, welche sein philosophisches Denken beeinflussten. Grosseteste propagierte das Studium der griechischen Sprache, um Aristoteles und die Bibel im „Original“ zu studieren. Bacon studierte Mathematik, die auch Astronomie und Astrologie umfasste, Alchemie und Optik und widmete sich dem Erlernen von Sprachen und der experimentellen Forschung. Für seine Studien – die eine deutliche Abkehr von der bei seinen Kollegen üblichen Tätigkeit bedeuteten – setzte er beträchtliche Mittel aus dem Familienvermögen ein.
Nachdem er sich rund zehn Jahre lang intensiv mit seinen Forschungen beschäftigt hatte, kehrte er nach Paris zurück und trat – körperlich und seelisch erschöpft – 1257 dem Franziskanerorden bei. Dort allerdings geriet er bald in Verdacht, „gefährliche“ Lehren zu verbreiten, und wurde unter strenge Aufsicht gestellt. Wieder im Pariser Konvent, geriet er in Konflikt mit der Weisung des Bonaventura, wonach vor Veröffentlichungen die Zustimmung der Ordensoberen einzuholen war. Daraufhin verlor er dort seine Lehrerlaubnis. Als auch die Familie ihn nicht mehr finanziell unterstützen konnte, suchte er einen Förderer und glaubte, diesen in Kardinal Guy le Gros de Foulques, der sich sehr für seine Ideen interessierte, gefunden zu haben. 1266/1267 verfasste er für diesen (unter Umgehung des Verbots seiner Oberen) in rascher Folge drei Schriften: das Opus maius, das Opus minus und sein Opus tertium. Der erhoffte Erfolg blieb jedoch aus, da sein Gönner – der 1265 zum Papst (Clemens IV.) gewählt worden war – im Jahr 1268 verstarb. In den folgenden Jahren verfasste er weitere Schriften: die Communia naturalium, die Communia mathematica und das Compendium philosophiae.
Etwa 1278 wurde er unter Arrest gestellt; die Gründe waren wohl seine ungezügelten Angriffe gegen die Scholastiker und sein Hang zum Mystizismus (insbesondere zu den Prophezeiungen des Joachim von Fiore). 1292 wurde er aus dem Arrest entlassen und fasste seine Thesen noch einmal in einem Compendium studii theologiae zusammen, in dem er die zeitgenössischen Theologen scharf kritisierte. Im Juni 1292 (oder 1294) verstarb er, möglicherweise am 11. Juni 1294. Obwohl er von seinen Zeitgenossen doctor mirabilis (bewundernswerter Lehrer) genannt wurde, hatte er keine Schüler und wurde bald vergessen.

## Leistung

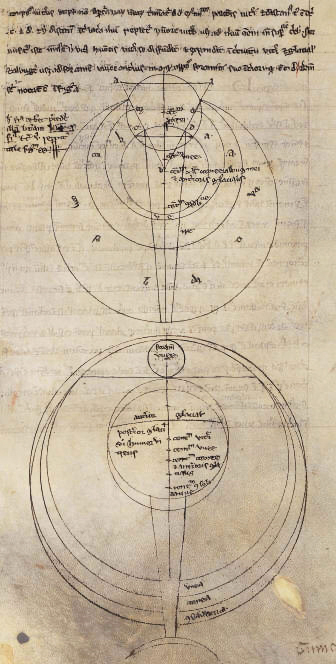
Buchseite über Optik aus Roger Bacons Opus maius aus dem Jahr 1267

### Überwindung der Scholastik
Die wissenschaftliche Ausbildung, die Bacon genossen hatte, resultierte aus dem Studium der arabischen Autoren des Mittelalters, die Aristoteles (bzw. die ihm zugeschriebenen Schriften) als den Größten ansahen. Sie zeigten die Mängel der akademischen Ausbildung im Abendland auf: Aristoteles war allerdings nur durch schlechte Übersetzungen bekannt, kaum einer der Professoren beherrschte die griechische Sprache. Gleiches galt für die Heilige Schrift. Die Gesetze der Natur wurden nicht durch Erkenntnis nach aristotelischer Weise erkannt, sondern als gottgeschaffenes immerwährendes Sein. Die beiden größten Orden, die Franziskaner und Dominikaner, hatten – obwohl noch jung – schnell die Führung in der theologischen Diskussion übernommen.
Bacon hatte sich aus arabischen und griechischen Schriften sowie durch eigene Beobachtung eine ungewöhnliche Kenntnis der Wissenschaften angeeignet und versuchte, auf diesen Grundlagen ein System der Erfahrungsphilosophie zu errichten, das er der Scholastik entgegensetzte. Bacon empfahl das Erlernen der arabischen Sprache, da an arabischen Hochschulen ein sehr großes Wissen herrschte. Bacon nannte vier offendicula (Hindernisse), die uns den Weg zur wahren Naturerkennung versperren: 1. Respekt vor Autoritäten, 2. Gewohnheit, 3. Abhängigkeit von den marktgängigen Meinungen der Menge und 4. Unbelehrbarkeit unserer natürlichen Sinne (insofern war er ein Vorgänger seines Namensvetters Sir Francis Bacon).
Er lehnte schließlich die Scholastik völlig ab. Der einzige Dozent, den er anerkannte, war „Petrus de Maharncuria Picardus“ bzw. „Petrus aus der Picardie“ (vermutlich identisch mit dem Mathematiker Petrus Peregrinus de Maricourt). In Bacons Opus minus und dem Opus tertium ergießt sich ein gewaltiger Schwall von Schmähungen über Alexander von Hales (den er noch in Paris bewundert hatte) und einen weiteren Dozenten, der „nur lernte, indem er andere unterrichtete“. Seine dogmatischen Schriften eröffneten ihm in Paris eine Gleichstellung mit Aristoteles, Avicenna und Averroes. Sie zeigen, dass er Aristoteles-Anhänger war, wenngleich mit deutlichen Anleihen beim Neuplatonismus.
Bereits in seinen Schriften für Clemens IV. rief Bacon zu einer Reform des theologischen Studiums auf. Philosophische Haarspaltereien sollten weniger betont werden, als es in der Scholastik der Fall war. Stattdessen sollte die Bibel selbst wieder in den Mittelpunkt rücken. Das Studium der heiligen Schrift sollte in der originären Sprache erfolgen. (Die Fehlübersetzungen und Fehlinterpretationen waren Legion.) Ferner drängte er daher die Theologen, die gesamten Wissenschaften zu studieren, um sie der universitären Ausbildung hinzuzufügen.

### Erkenntnisse als Forscher
Bacon wies die blinde Gefolgschaft früherer Autoritäten von sich, nicht nur in theologischer, sondern auch in wissenschaftlicher Hinsicht. Sein Opus maius enthielt Kapitel über Mathematik und Optik, Alchemie und die Herstellung von Schwarzpulver (das bei ihm eine der frühesten Erwähnungen im lateinischen Westen fand und dessen Anwendung in Kinder-Feuerwerkskörpern erwähnt wurde) sowie die Position und Größe von Himmelskörpern. Er beschrieb richtig die Gesetze der Spiegelung und der Lichtbrechung, untersuchte das Zustandekommen des Regenbogens sowie den Zusammenhang der Gezeiten mit der Mondposition.
Auch die Brille soll er – basierend auf Vorarbeiten von Alhazen – erfunden haben. Zumindest berichtete er 1276 über eine vergrößernde Wirkung von Glaskugelteilen. Zugleich soll er Erfindungen wie das Mikroskop, das Teleskop, fliegende Maschinen (Ornithopter) und Dampfschiffe vorausgesagt haben.
Er galt zwar als Befürworter empirischer und experimenteller Methoden (Scientia experimentalis), was aber durchaus auch „magisch“ motivierte Praktiken umfasste, denn an der Wirksamkeit magischer Praktiken zweifelte Bacon ebenso wenig wie seine Zeitgenossen; es sei aber schwierig, meinte er, zwischen Magie und (empirischer) Wissenschaft zu unterscheiden. Er glaubte, dass die Himmelskörper Einfluss auf das Schicksal und den Geist der Menschen ausübten. Das behauptete er auch in seiner Alchemie, deren Hauptziel die Erzeugung von Medikamenten und die Verlängerung des Lebens war und dazu die Herstellung eines Körpers mit perfekt ausbalancierten Element-Qualitäten (Corpus aequalis complexionis), dessen Unzerstörbarkeit sich auch auf den menschlichen Körper übertragen sollte. Seine alchemisch zubereiteten Medikamente hatten unter anderem Blut und Quecksilber als Basis und auf diesem Gebiet war er von Pseudo-Aristotelischen Schriften, Avicenna bzw. diesem zugeschriebene Schriften und Artephius beeinflusst, alles Schriften, die ursprünglich aus dem arabischen Raum kamen und damals auch im lateinischen Westen bekannt wurden. Er übte einen beträchtlichen Einfluss auf die Alchemie bis in die frühe Neuzeit aus, wobei ihm eine größere Anzahl an Schriften fälschlicherweise zugeschrieben wurde.
Bacon kritisierte den julianischen Kalender, der damals noch benutzt wurde, und machte „weitgehend“ von Robert Grosseteste übernommene Vorschläge für eine Kalenderreform.

## Zitate
In der Epistel Vom Lobe der Heiligen Schrift schrieb Bacon:

„Es gibt nur eine vollkommene Weisheit und die ist in der Heiligen Schrift vollständig enthalten.“

In seinem Hauptwerk Opus maius heißt es über die Rolle der Mathematik:

„Alle Dinge des Himmels [dazu zählen für Bacon auch die Engel] können nur durch Quantitäten erfasst werden, wie in der Astronomie ganz offensichtlich. Über Quantitäten aber handelt die Mathematik. Auch hängt die Kraft aller logischen Operationen von der Mathematik ab. […] Die Erkenntnis der mathematischen Gegenstände ist uns gewissermaßen angeboren. Sie gehen also aller Erkenntnis und Wissenschaft voraus, […] so ist sie die erste aller Wissenschaften. Sie erst ermöglicht es uns, wissenschaftlich zu arbeiten. […] Nur in der Mathematik gelangen wir zur vollen, irrtumslosen Wahrheit, zu einer Gewissheit ohne Irrtum. […] Nur mit Hilfe der Mathematik kann man wirklich wissen und alle anderen Aussagen verifizieren, denn in jeder Wissenschaft ist nur so viel an Wahrheit enthalten, wie in ihr Mathematik steckt. […] Nachdem ich also gezeigt habe, dass man in der Philosophie nur etwas wissen kann, wenn man in der Mathematik Bescheid weiß, und Theologie nicht ohne Philosophie verstanden werden kann, folgt, dass jeder Theologe Mathematik beherrschen muss. Der Theologe muss ausgezeichnet über die geschaffenen Dinge orientiert sein, das aber kann er nicht ohne Mathematik. Die Mathematik kommt dem göttlichen Denken am nächsten.“

Über die Bedeutung der Erfahrung und des Experimentes sagte Bacon:

„In den Naturwissenschaften kann man ohne Erfahrung und Experiment nichts Zureichendes wissen. Das Argument aus der Autorität bringt weder Sicherheit, noch beseitigt es Zweifel. […] Mittels dreier Methoden können wir etwas wissen: durch Autorität, Begründung und Erfahrung. Die Autorität nützt nichts, wenn sie nicht auf Begründung beruht: Wir glauben einer Autorität, sehen aber nichts ihretwegen ein. Doch auch die Begründung führt nicht zu Wissen, wenn wir nicht ihre Schlüsse durch die Praxis (des Experiments) überprüfen. […] Über allen Wissenschaften steht die vollkommenste von ihnen, die alle anderen verifiziert: Es ist das die Erfahrungswissenschaft, die die Begründung vernachlässigt, weil sie nichts verifiziert, wenn nicht das Experiment ihr zu Seite steht. Denn nur das Experiment verifiziert, nicht aber das Argument.“

Ein Beispiel seiner technischen Voraussagen ist in Epistola de secretis operibus artis et naturae zu finden:

„Possunt etiam fieri instrumenta volandi, ut homo sedens in medio instrumenti revolvens aliquod ingeniu, per quod alae artificialiter compositae aerem verberent, ad modum avis volantis.“

„Es können auch Instrumente zum Fliegen hergestellt werden, in denen ein Mensch sitzt, der eine gewisse Art von Apparat bedient, durch den künstliche Flügel die Luft bewegen, so wie es bei den Vögeln der Fall ist.“

## Würdigung
Mit seiner Forderung, sich von den Autoritäten ab- und den realen Dingen zuzuwenden, war Roger Bacon zweifellos ein – unzeitgemäßer – Vorläufer des diesseitsbezogenen Denkens der Renaissance. Doch obwohl er die Erfahrung in die Wissenschaft einbringen wollte, war sein Denken noch stark alchemistisch und mystisch geprägt. Rund vier Jahrhunderte später erinnerten sich die Aufklärer in Oxford an ihren „Vorgänger“ und erhoben ihn zum „mutigen Vorkämpfer des Empirismus“ gegen die mittelalterliche Scholastik.
Bacon wurde und wird mitunter als (Mit-)Urheber des sogenannten Voynich-Manuskripts angesehen.
Der Mondkrater Baco (deutsche Form von Bacon) und der Asteroid (69312) Rogerbacon wurden nach ihm benannt.
Im Maximilianeum wurde Bacon ein Gemälde gewidmet, das sich an der Wand im Akademiesaal befindet.

## Schriften (Auswahl)
In deutscher Übersetzung:
- Medulla alchimiae […] Das ist: Vom Stein der Weisen, und von den vornembsten Tincturen des Goldes, Vitriols und Antymonij, hg. v. Joachim Tancke. J. Gaubisch (Eisleben) für J. Apel (Leipzig) 1608.
- Opus maius. Eine moralphilosophische Auswahl, hg. u. übers. v. Pia Antolic-Piper, Freiburg: Herder 2008.
- Kompendium für das Studium der Philosophie, hg. u. übers. v. Nikolaus Egel, Hamburg: Verlag Felix Meiner 2015.
- Opus maius. Die Neubegründung der Wissenschaft, übers. v. Nikolaus Egel u. Katharina Molnar, hg. u. m. Anm. v. Nikolaus Egel, Hamburg: Verlag Felix Meiner 2017.
- Opus tertium, lat.-dt., hg. u. übers. v. Nikolaus Egel, Hamburg: Verlag Felix Meiner 2019.